# Dark Skies - Oscure presenze (film)
Dark Skies - Oscure presenze (Dark Skies) è un film del 2013 scritto e diretto da Scott Stewart.

## Trama
La storia narra le vicende di una famiglia che vive in una confortevole casa di periferia. Daniel e Lacy Barrett, padre e madre di Jesse e Sammy, diventano testimoni di una serie di eventi molto strani e inquietanti: da iniziali visite notturne (con strani cambiamenti di posizione di oggetti o alla loro scomparsa) e la comparsa nei racconti del figlio più piccolo di un misterioso omino notturno, seguite da una moria di uccelli abbattutisi a stormi sulla loro casa, ai vuoti di memoria che coinvolgono sia Daniel che Lacy, i quali capiscono di essere divenuti il bersaglio di una forza terrificante. Lacy fa ricerche su internet e scopre che tutti questi fenomeni sono connessi e già verificatisi altrove, riconducibili tutti a visite da parte degli alieni. Il marito Daniel all'inizio non le crede ma poi - dopo aver installato un impianto di videosorveglianza interna - finisce per scorgere strane sagome aggirarsi per la casa in alcuni fotogrammi di videoregistrazione notturna. Decidono allora di trovare il modo per risolvere il mistero, e si rivolgono ad uno studioso di fenomeni legati agli alieni, il quale rivela loro che i "grigi" li tengono d'occhio già da tempo e che i fenomeni a cui stanno assistendo sono solo l'ultimo anello di una catena che si concluderà con il rapimento di un membro della famiglia, di solito colui al quale gli alieni si sono manifestati per primi, ovvero il figlio minore. Il padre decide di armarsi comprando un fucile a pompa ma ormai il loro destino è segnato. La notte successiva gli alieni entrano senza difficoltà nella loro casa, creando forti allucinazioni a tutti; i bambini si nascondono ma vengono scovati, poi la famiglia riesce a riunirsi, ma solo per assistere impotente al rapimento di Jesse, il figlio maggiore. Dopo qualche tempo la famiglia si è trasferita altrove, Lacy e Sammy stanno svuotando gli scatoloni ed è lì che la donna trova dei disegni fatti da Jesse durante l'infanzia, in cui si era ritratto in compagnia di esseri dall'aspetto alieno. Dunque all'epoca essi si erano già manifestati a Jesse, il vero bersaglio del rapimento. In quel momento la voce di Jesse esce da uno dei Walkie talkie con cui i due fratelli parlavano di notte per tenersi compagnia, dormendo in camere separate, Sammy risponde: è Jessie, che chiede aiuto da una distanza irraggiungibile.

## Produzione

### Riprese
Le riprese della pellicola sono state effettuate nello stato della California, nella città di Santa Clarita e si sono tenute dal 3 agosto al 31 agosto 2012.

## Promozione
Il primo trailer del film viene distribuito il 22 gennaio 2013.

## Distribuzione
La pellicola è stata distribuita nelle sale cinematografiche russe a partire dal 21 febbraio 2013 ed in quelle statunitensi dal 22 febbraio, mentre dal 24 ottobre viene distribuito da Koch Media in Italia..

### Divieto
Il film viene vietato ai minori di 13 anni per la presenza di violenza, terrore, materiale sessuale, farmaci e linguaggio non adatto.